# 弗罗日附近勒尚
弗罗日附近勒尚（法語：Le Champ-près-Froges，法語發音：[lə ʃɑ̃ pʁɛ fʁɔʒ]）是法国伊泽尔省的一个市镇，属于格勒诺布尔区。

## 地理
弗罗日附近勒尚（45°16'51"N, 5°56'20"E）面积4.83 平方千米，位于法国奥弗涅-罗讷-阿尔卑斯大区伊泽尔省，该省份为法国东南部内陆省份，北起顺时针与安省、萨瓦省、上阿尔卑斯省、德龙省、阿尔代什省、卢瓦尔省和罗讷省。
与弗罗日附近勒尚接壤的市镇（或旧市镇、城区）包括：兰班、拉瓦勒昂贝勒多讷、莱萨德雷、弗罗日、于蒂耶尔、拉皮埃尔、克罗勒。

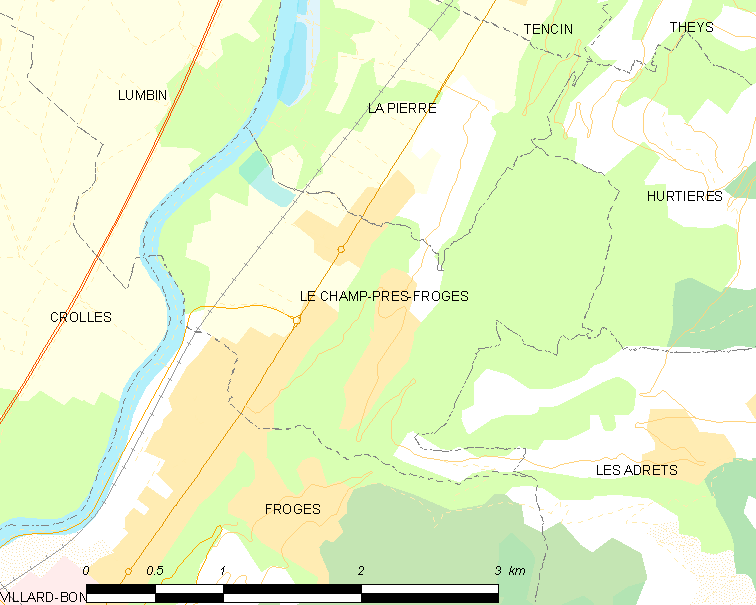
弗罗日附近勒尚的OSM定位图

弗罗日附近勒尚的时区为UTC+01:00、UTC+02:00（夏令时）。

## 行政
弗罗日附近勒尚的邮政编码为38190，INSEE市镇编码为38070。

## 政治
弗罗日附近勒尚所属的省级选区为上格雷西沃当县。

## 人口

1962-2008年间弗罗日附近勒尚人口变化图示

弗罗日附近勒尚于2022年1月1日时的人口数量为1317人。